# Anatolij Porosjkov
Anatolij Porosjkov (ry. Анатолий Порошков), född 13 oktober 1985, är en rysk bandyspelare, med moderklubb Dynamo Moskva.
Tillsammans med Aleksandr Oparin och Roman Spiridonov har Anatolij varit utlånad från Dynamo Moskva till Ljusdals BK.[när?]

## Klubbar
- 2007/08 Dynamo Syktyvkar - Start,  Ryssland
- 2006/07 Dynamo Moskva - Raketa Kazan,  Ryssland - Ljusdals BK,  Sverige
- 2006/07 Dynamo Moskva - Raketa Kazan,  Ryssland
- 2005/06 Dynamo Moskva - AMNGR (Murmansk),  Ryssland
- 2004/05 Dynamo Moskva,  Ryssland
- 2003/04 Dynamo Moskva,  Ryssland
- 2002/03 Dynamo Moskva,  Ryssland
- 2001/02 Dynamo Moskva,  Ryssland